# À la rescousse (film, 1928)
Pour plus de détails, voir Fiche technique et Distribution.
À la rescousse (Clearing the Trail) est un western muet réalisé en 1928 par B. Reeves Eason. Il a été produit et publié par Universal Pictures ,. Ce film est inscrit sur la liste des films perdus.

## Synopsis
Peter Watson (Hoot Gibson) est à la recherche de l'assassin de son père qu'il soupçonne être Talbot, l'intendant d'un ranch. Il se fait embaucher par Talbot, mais face à sa maladresse apparente au tir et au dressage, Peter est assigné comme cuisinier. Aidé de son frère Steve, il parvient à rendre justice.

## Fiche technique
- Titre original : Clearing the Trail
- Réalisation : B. Reeves Eason
- Scénario : Charles Maigne, Jack Natteford
- Montage : Gilmore Walker
- Photographie : Harry Neumann
- Production : Carl Laemmle
- Société de production : Universal Pictures
- Pays de production :  États-Unis
- Langue originale : anglais
- Format : noir et blanc, film muet
- Genre : western, film d'aventure
- Durée : 60 minutes
- Date de sortie : 
  - États-Unis : 7 octobre 1928

## Distribution
- Hoot Gibson - Pete Watson
- Dorothy Gulliver - Ellen
- Fred Gilman - Steve Watson
- CE Anderson - Don Talbot
- Philo McCullough - Silk Cardross
- Andrew Waldron - Juge Price (* comme Andy Waldron)
- Duke R. Lee - Cook (* comme Duke Lee)
- Monte Montague - Tramp
- The Universal Ranche Riders - Ranch Hands